# Arséniate de gallium
L’arséniate de gallium est un composé chimique de formule GaAsO4 (gallium, arsenic et oxygène). Il appartient à la famille des isotypes du quartz, c’est-à-dire qu’il possède une structure analogue à celle du quartz (de formule SiO2).

## Propriétéspiézoélectriques
Des études récentes (2004) en font un très bon candidat comme nouveau matériau piézoélectrique. Il devrait présenter des performances supérieures à celles du quartz, de la berlinite et de l’orthophosphate de gallium GaPO4.